# Natalie Geisenberger
Natalie Geisenberger (* 5. Februar 1988 in München) ist eine ehemalige deutsche Rennrodlerin. Sie wurde bei den Olympischen Winterspielen 2014 in Sotschi, 2018 in Pyeongchang und 2022 in Peking jeweils Doppelolympiasiegerin. Bei den Olympischen Spielen in Peking 2022 gewann sie das dritte olympische Einzelgold in Folge sowie mit der Teamstaffel Gold und überholte Claudia Pechstein als erfolgreichste deutsche Winterolympionikin der Geschichte. Im internationalen Vergleich der erfolgreichsten Sportler bei Olympischen Winterspielen rangiert sie derzeit auf dem siebten Platz. Sie ist neunfache Weltmeisterin, wobei vier Weltmeistertitel auf den Einzelwettbewerb entfallen. Zudem ist sie siebenfache Europameisterin. Geisenberger gewann achtmal den Gesamtweltcup, davon in den Jahren 2013 bis 2019 siebenmal in Serie.

## Karriere

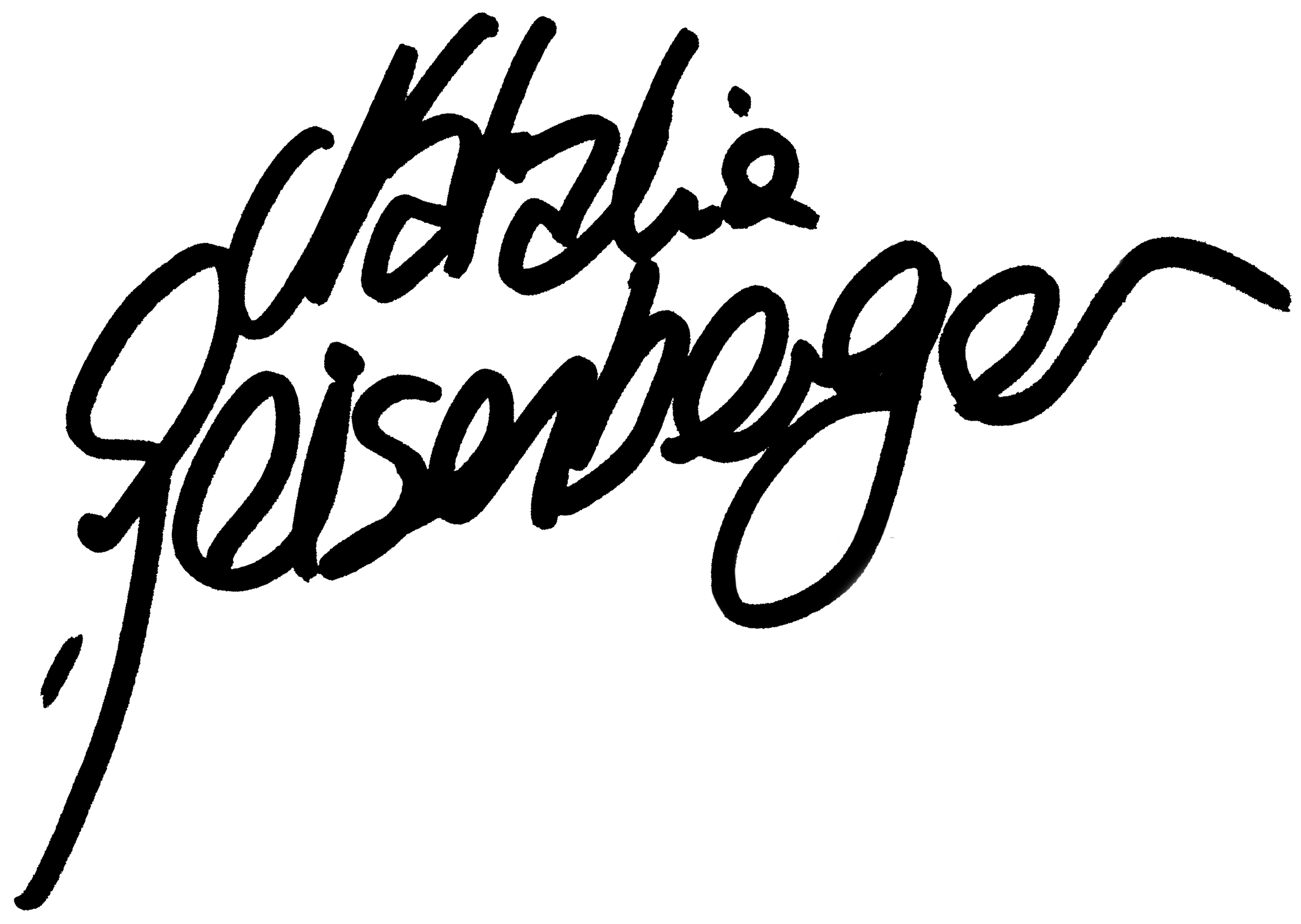
Signatur

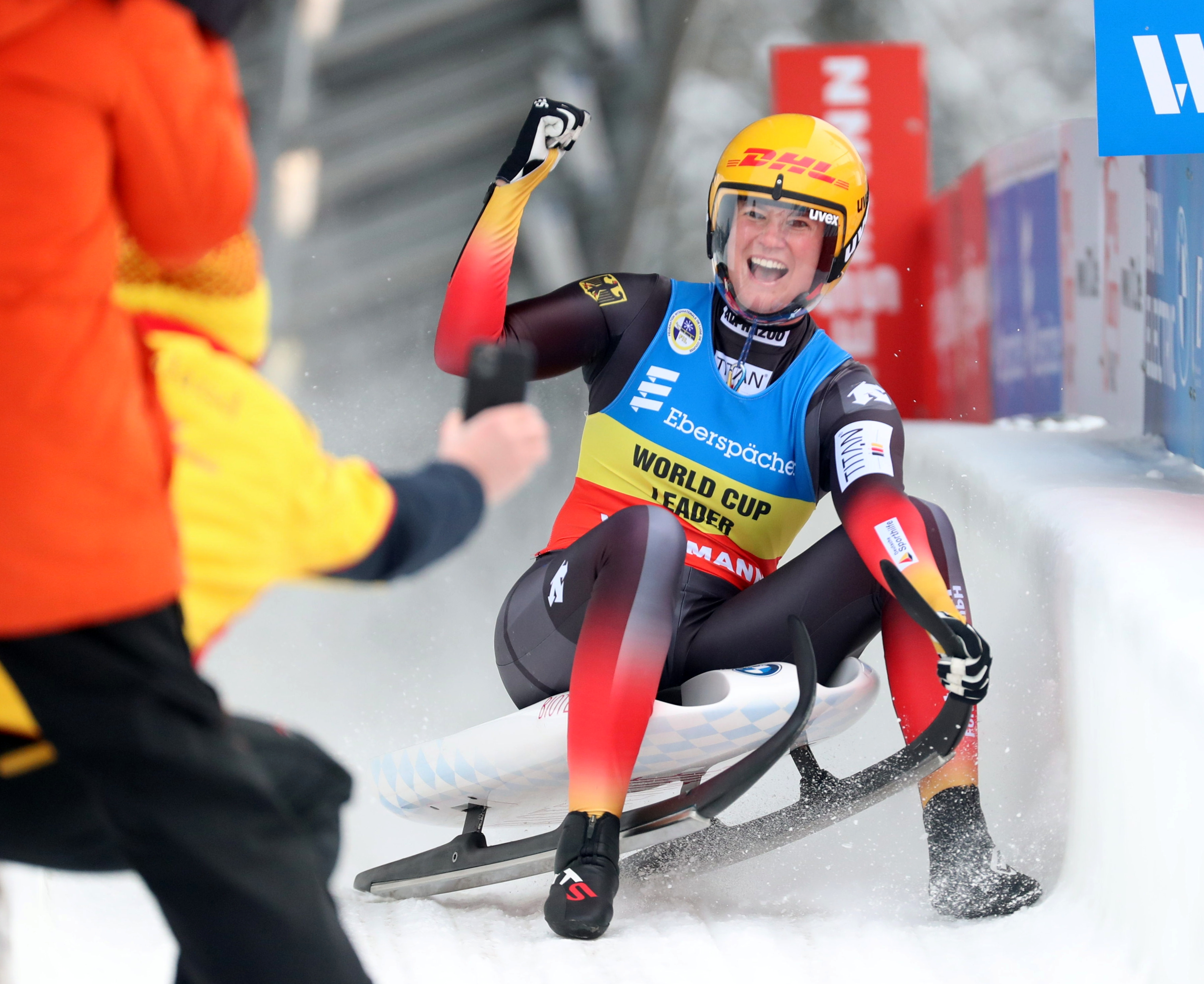
Natalie Geisenberger feiert ihren 50. Weltcupsieg (Oberhof, 2021)

Am 20. Januar 2007 bestritt Geisenberger ihr erstes Weltcuprennen in Altenberg und erreichte auf Anhieb den zweiten Rang. Dies sicherte ihr die Nominierung für die Weltmeisterschaften in Igls, bei der sie mit Platz vier überraschte. Die Höhepunkte ihrer Karriere im Juniorenbereich waren die Juniorenweltmeisterschaften 2004 in Calgary und 2007 in Cesana, bei denen sie jeweils sowohl mit der Mannschaft als auch im Wettbewerb der Juniorinnen Gold errang. Natalie Geisenberger startet für den ASV Miesbach. Deutsche Meisterin wurde sie erstmals 2007. Gekrönt wird ihre bisherige Karriere durch den Europameistertitel 2008 in Cesana und die Vizeweltmeistertitel 2008 in Oberhof und 2009 in Lake Placid. Sie erhielt 2008 gemeinsam mit Felix Loch den Bayerischen Sportpreis in der Kategorie „Herausragende(r) Nachwuchssportler/in“. Am 14. Dezember 2008 konnte sie in Winterberg ihren ersten Weltcupsieg feiern. Am 16. Februar 2010 gewann Geisenberger bei den Olympischen Spielen in Vancouver im Einsitzer Bronze. 2010 gewann sie den Titel als Deutsche Meisterin für 2011.
Bei den Weltmeisterschaften 2013 in Whistler gewann sie sowohl im Einzel als auch in der Teamstaffel den Titel. Mit Siegen in sechs der neun Weltcuprennen gewann sie in der Saison 2012/13 erstmals den Gesamtweltcup.
Am 10. und am 11. Februar 2014 wurde Geisenberger im Einzelrennen bei den Olympischen Winterspielen 2014 in Sotschi Olympiasiegerin. Sie gewann alle vier Läufe mit einem Gesamtvorsprung von über einer Sekunde, dem zweitgrößten Vorsprung der Geschichte. Sie wurde am 13. Februar 2014 zusammen mit dem Einsitzer-Fahrer Felix Loch und den Doppelsitzer-Fahrern Tobias Wendl und Tobias Arlt in der Teamstaffel erneut Olympiasiegerin. Den Olympiasieg im Einzelrennen konnte sie am 12. und 13. Februar 2018 bei den Olympischen Winterspielen 2018 in Pyeongchang wiederholen. Am 15. Februar 2018 wurde sie zum wiederholten Mal Olympiasiegerin in der Teamstaffel, zusammen mit Tobias Wendl, Tobias Arlt und Johannes Ludwig. 2014, 2015, 2016, 2017 und 2018 gewann sie den Gesamtweltcup. 2019 gewann sie zum siebten Mal in Folge den Gesamtweltcup und baute damit ihren eigenen Rekord weiter aus. Zudem hält sie mit 52 Einzelsiegen den Rekord bei den Frauen, weitere Bestmarken sind ihre fünf olympischen Medaillen, darunter vier Olympiasiege. Sie wurde insgesamt neunmal Weltmeisterin davon viermal im Einzel und einmal im Sprint. Für ihre sportlichen Erfolge wurde sie 2010, 2014, 2018 und 2022 mit dem Silbernen Lorbeerblatt ausgezeichnet.
Im Oktober 2019 gab Geisenberger bekannt, aufgrund ihrer Schwangerschaft die aktuelle Saison auszusetzen. Nach der Geburt ihres Sohnes im Mai 2020 gab sie ein fulminantes Comeback. Sie qualifizierte sich souverän für das Weltcup-Team und gewann auf ihrer Heimbahn am Königssee in überragender Manier die deutsche Meisterschaft. Zum Auftakt der Weltcup-Saison 2020/21 in Igls musste sie sich in den beiden Rennen, einem klassischen Einzel sowie einem Sprint, nur ihrer Landsfrau Julia Taubitz geschlagen geben, die in der Vorsaison ihre Nachfolgerin beim Gewinn des Gesamtweltcups wurde. Am 17. Januar 2021 gewann sie in Oberhof ihr 50. Weltcuprennen, nachdem sie zuvor im Laufe der Saison achtmal in Serie Zweite wurde. Am Ende der Saison konnte sie sich dank ihrer konstanten Fahrten auf das Podest den insgesamt achten Gesamtweltcupsieg vor Julia Taubitz sichern.
Am 7. und 8. Februar 2022 wurde Geisenberger im Einzelrennen bei den Olympischen Winterspielen in Peking mit Bahnrekord im dritten Lauf zum dritten Mal in Folge Olympiasiegerin. Gleiches gelang ihr zwei Tage später mit der Teamstaffel zusammen mit Johannes Ludwig und dem Doppel Tobias Arlt/Tobias Wendl. Durch ihre sechste Goldmedaille krönte sich Geisenberger zur deutschen Rekord-Olympiasiegerin.
Im September 2023 gab sie ihr Karriereende bekannt.

## Persönliches
Im Januar 2006 wurde sie bei der Bundespolizeisportschule in Bad Endorf als Polizeimeisteranwärterin eingestellt, am 9. September 2010 folgte nach bestandener Prüfung die Ernennung zur Polizeimeisterin und nach den Olympischen Winterspielen 2014 zur Polizeiobermeisterin.
Im Juni 2018 heiratete Natalie Geisenberger ihren langjährigen Partner Markus Scheer und ist Mutter eines Sohnes und einer Tochter.

## Erfolge

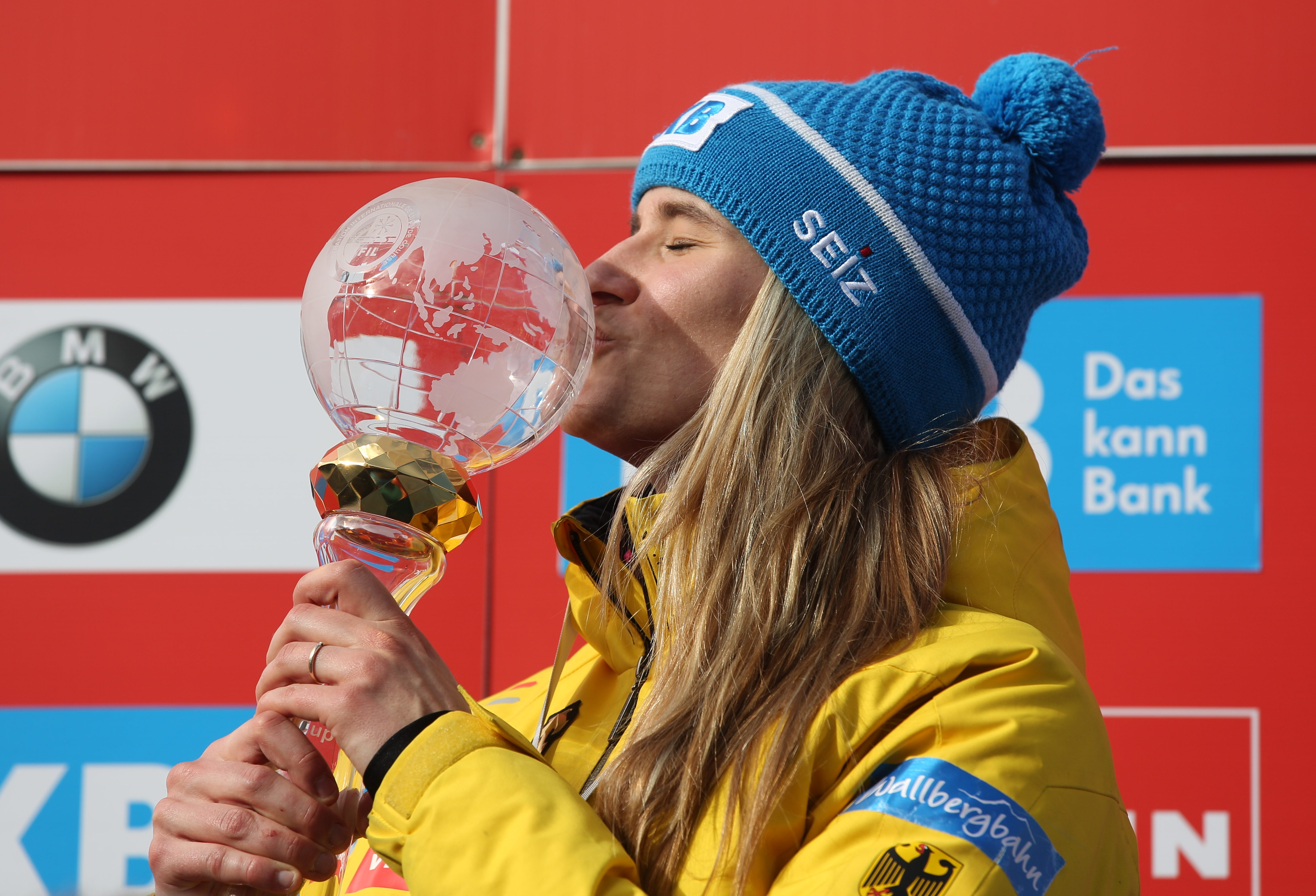
Natalie Geisenberger mit der Glaskugel der Gesamtweltcupsiegerin (Altenberg, 2017)

- Olympische Spiele:
  - 2010:  Einzel
  - 2014:   Einzel und Teamstaffel
  - 2018:   Einzel und Teamstaffel
  - 2022:   Einzel und Teamstaffel

- Weltmeisterschaften:
  - 2007: 4. Platz Einzel
  - 2008:  Einzel
  - 2009:  Teamstaffel  Einzel
  - 2011:  Einzel
  - 2012:  Einzel
  - 2013:   Einzel und Teamstaffel
  - 2015:   Einzel und Teamstaffel
  - 2016:   Einzel und Teamstaffel  Sprint
  - 2019:   Einzel und Sprint  Teamstaffel
  - 2021:  Einzel

- Europameisterschaften:
  - 2008:  Einzel
  - 2013:   Einzel und Teamstaffel
  - 2015:  Einzel
  - 2017:   Einzel und Teamstaffel
  - 2018:  Einzel  Teamstaffel
  - 2019:  Einzel  Teamstaffel
  - 2021:  Einzel  Teamstaffel
  - 2022:  Einzel  Teamstaffel

- Gesamtweltcup:

| Saison  | Platz | Punkte |
| ------- | ----- | ------ |
| 2006/07 | 027.  | 0127   |
| 2007/08 | 03.   | 0518   |
| 2008/09 | 02.   | 0785   |
| 2009/10 | 02.   | 0710   |
| 2010/11 | 02.   | 0680   |
| 2011/12 | 02.   | 0710   |
| 2012/13 | 01.   | 0855   |
| 2013/14 | 01.   | 0785   |
| 2014/15 | 01.   | 1080   |
| 2015/16 | 01.   | 0895   |
| 2016/17 | 01.   | 0982   |
| 2017/18 | 01.   | 1120   |
| 2018/19 | 01.   | 1052   |
| 2020/21 | 01.   | 0995   |
| 2021/22 | 03.   | 0772   |

- Weltcupsiege:

| Nr. | Datum         | Ort                     | Bahn                                              |
| --- | ------------- | ----------------------- | ------------------------------------------------- |
| 1.  | 14. Dez. 2008 | Winterberg              | Bobbahn Winterberg                                |
| 2.  | 24. Jan. 2009 | Altenberg               | Rennschlitten- und Bobbahn Altenberg              |
| 3.  | 20. Feb. 2009 | Whistler                | Whistler Sliding Centre                           |
| 4.  | 28. Nov. 2009 | Innsbruck-Igls          | Olympia Eiskanal Igls                             |
| 5.  | 10. Jan. 2010 | Winterberg              | Bobbahn Winterberg                                |
| 6.  | 31. Jan. 2010 | Cesana                  | Cesana Pariol                                     |
| 7.  | 5. Jan. 2011  | Königssee               | Kombinierte Kunsteisbahn am Königssee             |
| 8.  | 10. Dez. 2011 | Whistler                | Whistler Sliding Centre                           |
| 9.  | 14. Jan. 2012 | Oberhof                 | Rennrodelbahn Oberhof                             |
| 10. | 19. Feb. 2012 | Sigulda                 | Rennrodel- und Bobbahn Sigulda                    |
| 11. | 1. Dez. 2012  | Königssee               | Kunsteisbahn Königssee                            |
| 12. | 8. Dez. 2012  | Altenberg               | DKB-Eiskanal                                      |
| 13. | 5. Jan. 2013  | Königssee               | Kunsteisbahn Königssee                            |
| 14. | 12. Jan. 2013 | Oberhof                 | Rennrodelbahn Oberhof                             |
| 15. | 20. Jan. 2013 | Winterberg              | Bobbahn Winterberg                                |
| 16. | 8. Feb. 2013  | Lake Placid             | Olympia-Bobbahn Lake Placid                       |
| 17. | 16. Nov. 2013 | Lillehammer             | Bob- und Rennschlittenbahn Hunderfossen           |
| 18. | 23. Nov. 2013 | Innsbruck-Igls          | Kunsteisbahn Bob-Rodel Igls                       |
| 19. | 30. Nov. 2013 | Winterberg              | Bobbahn Winterberg                                |
| 20. | 6. Dez. 2013  | Whistler                | Whistler Sliding Centre                           |
| 21. | 13. Dez. 2013 | Park City               | Bobbahn Park City                                 |
| 22. | 4. Jan. 2014  | Königssee               | Kunsteisbahn Königssee                            |
| 23. | 18. Jan. 2014 | Altenberg               | DKB-Eiskanal                                      |
| 24. | 29. Nov. 2014 | Innsbruck-Igls          | Kunsteisbahn Bob-Rodel Igls                       |
| 25. | 30. Nov. 2014 | Innsbruck-Igls (Sprint) | Kunsteisbahn Bob-Rodel Igls                       |
| 26. | 5. Dez. 2014  | Lake Placid             | Olympia-Bobbahn Mount Van Hoevenberg              |
| 27. | 12. Dez. 2014 | Calgary                 | Bob- und Rennschlittenbahn im Canada Olympic Park |
| 28. | 3. Jan. 2015  | Königssee               | Kunsteisbahn Königssee                            |
| 29. | 17. Jan. 2015 | Oberhof                 | Rennrodelbahn Oberhof                             |
| 30. | 24. Jan. 2015 | Winterberg              | Bobbahn Winterberg                                |
| 31. | 21. Feb. 2015 | Altenberg               | DKB-Eiskanal                                      |
| 32. | 18. Dez. 2015 | Calgary                 | Calgary’s WinSport Bobsleigh/Luge Track           |
| 33. | 17. Jan. 2016 | Oberhof (Sprint)        | Rennrodelbahn Oberhof                             |
| 34. | 26. Nov. 2016 | Winterberg              | Bobbahn Winterberg                                |
| 35. | 5. Jan. 2017  | Königssee               | Kunsteisbahn Königssee                            |
| 36. | 14. Jan. 2017 | Sigulda                 | Rennrodel- und Bobbahn Sigulda                    |
| 37. | 4. Feb. 2017  | Oberhof                 | Rennrodelbahn Oberhof                             |
| 38. | 25. Feb. 2017 | Altenberg               | DKB-Eiskanal                                      |
| 39. | 18. Nov. 2017 | Innsbruck-Igls          | Kunsteisbahn Bob-Rodel Igls                       |
| 40. | 26. Nov. 2017 | Winterberg              | Bobbahn Winterberg                                |
| 41. | 3. Dez. 2017  | Altenberg               | DKB-Eiskanal                                      |
| 42. | 16. Dez. 2017 | Lake Placid             | Olympia-Bobbahn Mount Van Hoevenberg              |
| 43. | 6. Jan. 2018  | Königssee               | Kunsteisbahn Königssee                            |
| 44. | 24. Nov. 2018 | Innsbruck-Igls          | Kunsteisbahn Bob-Rodel Igls                       |
| 45. | 25. Nov. 2018 | Innsbruck-Igls (Sprint) | Kunsteisbahn Bob-Rodel Igls                       |
| 46. | 1. Dez. 2018  | Whistler                | Whistler Sliding Centre                           |
| 47. | 16. Dez. 2018 | Lake Placid (Sprint)    | Olympia-Bobbahn Mount Van Hoevenberg              |
| 48. | 10. Feb. 2019 | Oberhof                 | Rennrodelbahn Oberhof                             |
| 49. | 23. Feb. 2019 | Sotschi                 | Sliding Center Sanki                              |
| 50. | 17. Jan. 2021 | Oberhof                 | Rennrodelbahn Oberhof                             |
| 51. | 24. Jan. 2021 | Innsbruck-Igls          | Kunsteisbahn Bob-Rodel Igls                       |
| 52. | 23. Jan. 2022 | St. Moritz–Celerina     | Olympia Bob Run St. Moritz–Celerina               |

| Nr. | Datum         | Ort            | Bahn                                 |
| --- | ------------- | -------------- | ------------------------------------ |
| 1.  | 18. Jan. 2009 | Oberhof        | Rennrodelbahn Oberhof                |
| 2.  | 25. Jan. 2009 | Altenberg      | Rennschlitten- und Bobbahn Altenberg |
| 3.  | 6. Jan. 2011  | Königssee      | Kunsteisbahn Königssee               |
| 4.  | 10. Dez. 2011 | Whistler       | Whistler Sliding Centre              |
| 5.  | 15. Jan. 2012 | Oberhof        | Rennrodelbahn Oberhof                |
| 6.  | 9. Dez. 2012  | Altenberg      | DKB-Eiskanal                         |
| 7.  | 16. Dez. 2012 | Sigulda        | Rennrodel- und Bobbahn Sigulda       |
| 8.  | 6. Jan. 2013  | Königssee      | Kunsteisbahn Königssee               |
| 9.  | 9. Feb. 2013  | Lake Placid    | Olympia-Bobbahn Mount Van Hoevenberg |
| 10. | 24. Nov. 2013 | Innsbruck-Igls | Kunsteisbahn Bob-Rodel Igls          |
| 11. | 7. Dez. 2013  | Whistler       | Whistler Sliding Centre              |
| 12. | 14. Dez. 2013 | Park City      | Utah Olympic Park Track              |
| 13. | 5. Jan. 2014  | Königssee      | Kunsteisbahn Königssee               |
| 14. | 6. Dez. 2014  | Lake Placid    | Olympia-Bobbahn Mount Van Hoevenberg |
| 15. | 4. Jan. 2015  | Königssee      | Kunsteisbahn Königssee               |
| 16. | 18. Jan. 2015 | Oberhof        | Rennrodelbahn Oberhof                |
| 17. | 25. Jan. 2015 | Winterberg     | Bobbahn Winterberg                   |
| 18. | 6. Jan. 2017  | Königssee      | Kunsteisbahn Königssee               |
| 19. | 5. Feb. 2017  | Oberhof        | Rennrodelbahn Oberhof                |
| 20. | 19. Feb. 2017 | Pyeongchang    | Olympic Sliding Centre               |
| 21. | 26. Feb. 2017 | Altenberg      | DKB-Eiskanal                         |
| 22. | 19. Nov. 2017 | Innsbruck-Igls | Kunsteisbahn Bob-Rodel Igls          |
| 23. | 3. Dez. 2017  | Altenberg      | DKB-Eiskanal                         |

- Deutsche Meisterschaften:
  - 2008: Gold (Frauen)
  - 2009: Silber (Frauen)
  - 2010: Silber (Frauen)
  - 2011: Gold (Frauen)
  - 2012: Gold (Team)
  - 2013: Gold (Frauen)
  - 2013: Gold (Team)
  - 2016: Gold (Frauen)
  - 2020: Gold (Frauen)
  - 2020: Gold (Team)

- Juniorenweltmeisterschaften:
  - 2004: 2 × Gold (Juniorinnen + Mannschaft)
  - 2005: 1 × Gold (Mannschaft), 1 × Silber (Juniorinnen)
  - 2006: 1 × Gold (Juniorinnen)
  - 2007: 2 × Gold (Juniorinnen + Mannschaft)

### Persönliche Auszeichnungen
- 2022: Bayerischer Verdienstorden[11]
- 2022: Sport-Bild-Award „Olympia-Rekord“[12]
- 2022: Bayerische Botschafterin des Sports[13]
- 2022: Bayerischer Sportpreis (Herausragende bayerische Sportkarriere)[14]